# 정문부 농포집 목판
정문부 농포집 목판(鄭文孚 農圃集 木版)은 대한민국 경상남도 진주시 이반성면에 있는 목판이다. 2015년 1월 15일 경상남도의 유형문화재 제567호로 지정되었다.

## 지정 사유
농포(農圃) 정문부(鄭文孚, 1565-1624)의 문집으로 1708년부터 4차에 걸쳐 문집이 간행되었다. 전체적으로 총 191매 372장으로 12매 정도 결락되었을 뿐, 대부분 초간본 원집으로부터 속집부록추각본에 이르기까지 대부분 그대로 보존되어 있다. 따라서 󰡔농포집󰡕이 가지는 내용적 의미는 물론이거니와, 1708년과 1785년에 간행된 책판의 희소성을 고려할 때 “경상남도 유형문화재”로 지정한다.

## 참고 자료
- 정문부 농포집 목판 - 국가유산청 국가유산포털